# جويل ر. بي برينغل
جويل ر. بي برينغل (بالإنجليزية: Joel R. P. Pringle)‏ هو ضابط أمريكي، ولد في 4 فبراير 1873 في جورجتاون في الولايات المتحدة، وتوفي في 25 سبتمبر 1932 في سان دييغو في الولايات المتحدة.